# Campeonato Europeo de Patinaje Artístico sobre Hielo de 2027
El CXVIII Campeonato Europeo de Patinaje Artístico sobre Hielo se celebrará en Lausana (Suiza) del 25 al 31 de enero de 2027 bajo la organización de la Unión Internacional de Patinaje sobre Hielo (ISU) y la Federación Suiza de Patinaje sobre Hielo.